# 達家真姬寶
達家真姬寶（日语：達家 真姫宝，2001年10月19日—）是前日本女子偶像團體AKB48 Team 4的成員。東京都出身。

## 經歷
2013年
- 1月19日，於「AKB48第十二屆研究生（15期生）試鏡會（日语：AKB48のオーディション#第十二回研究生（15期生）オーディション）」中成為暫定研究生。
- 10月28日，正式昇格為研究生，成為AKB48的15期生，並於梅田Team B 「Waiting」公演中作為伴舞登場，首次站上AKB48劇場舞台[3]。

2014年
- 2月7日，於橫山Team A 「Waiting」公演中作為伴舞登場[4]。
- 2月24日，於Zepp DiverCity Tokyo（日语：Zepp）舉辦的「AKB48集團大組閣祭」中宣布由研究生昇格至Team A[5]。
- 4月24日，AKB48的大組閣新體制開始運作，正式以「高橋Team A」成員身分進行活動[6]。
- 4月25日，於『Team A 7th Stage「戀愛禁止條例」公演』初日登場，首次以正式成員身分登台演出[7]。
- 9月17日，於「AKB48 Group 猜拳大會2014」中不敵小谷里步，在第一回戰出局，未能入選渡邊美優紀個人出道單曲中C/W曲的選拔成員。

2015年
- 3月26日，於埼玉超級競技場舉辦的「AKB48春季單獨演唱會～次期總現正修行中！～」演唱會上宣布新的組閣人事異動，所屬隊伍由Team A轉移至Team B[8]。

2020年
- 10月28日，於SHOWROOM上宣佈畢業[9]。

2021年
- 1月14日，於Twitter上宣佈加入偶像組合「煌めき☆アンフォレント（日语：煌めき☆アンフォレント）」[10]。

## 人物
- 家中成員除父母外尚有2位姊姊[11]，分別比真姬寶年長7歲與3歲[12]。
- 本人是左撇子[13]。

- 擅長的才藝是繞口令[14]，而喜歡的食物是水果[11]，喜歡的學校科目是體育課[11]。

- 作為AKB48的目標是有朝一日能成為Center，而將來的夢想則是成為模特兒[12]。

### AKB48相關
- 在AKB48劇場中使用的Catch phrase是「我是高橋Team A，暱稱Maki醬的達家真姬寶[註 1]。」

- 目前是AKB48中最年輕昇格的成員[註 2]，並且也是Team A最年輕的成員。

- 在AKB48集團中憧憬的前輩有柏木由紀、岩田華怜與山內鈴蘭[11]，此外也曾於節目《AKB48的你、是誰？》中提及希望學習到山內鈴蘭在握手會上的技巧[15]。

## 參與歌曲
- 標註有「★」符號者表示該首歌曲有拍攝MV。

### 單曲CD
|      | 發行日期       | 單曲名稱        | 參與歌曲名稱   | 名義   | 收錄於        | MV | 備註 |
| ---- | -------------- | --------------- | -------------- | ------ | ------------- | -- | ---- |
| 35th | 2014年02月26日 | 勇往直前        | 戀愛什麼的     |        | 劇場盤        |    |      |
| 36th | 2014年05月21日 | 拉布拉多獵犬    | 你如此任性     | Team A | Type-A        | ★  |      |
| 38th | 2014年11月26日 | 希望無限        | 現在、Happy    | 玫瑰組 | Type-A 劇場盤 | ★  |      |
| 38th | 2014年11月26日 | 希望無限        | 順從的Slave    | Team A | Type-A        | ★  |      |
| 42nd | 2015年12月09日 | 紅唇Be My Baby  | 金色翅膀的人啊 | Team B | Type-C        | ★  |      |
| 44th | 2016年06月01日 | 不需要翅膀      | 一談戀愛就變傻 | Team B | Type-A        | ★  |      |
| 52nd | 2018年05月30日 | Teacher Teacher | 貓過敏         | Team 4 | Type-D        | ★  |      |

### 專輯CD
|      | 發行日期       | 專輯名稱                     | 參與歌曲名稱      | 名義   | 收錄於          | 備註     |
| ---- | -------------- | ---------------------------- | ----------------- | ------ | --------------- | -------- |
| 05th | 2014年01月22日 | 未來軌跡                     | 如果散去也很好吧… | 研究生 | 劇場版          | 出道作品 |
| 06th | 2015年01月21日 | 這裡是羅德斯島、在這裡跳吧！ | Oh! Baby!         | Team A | Type-A          |          |
| 07th | 2015年11月18日 | 0與1之間                     | 愛樂成癮          | Team B | MILLION SINGLES |          |

## 劇場公演分组曲
| 公演名稱                                    | 參與歌曲名稱  | 備註                     |
| ------------------------------------------- | ------------- | ------------------------ |
| 研究生時期                                  |               |                          |
| Team 4 2nd Stage「手牽手」公演              | 帶我去溫布頓  | 篠崎彩奈的代演           |
| 高橋Team A時期                              |               |                          |
| Team A 7th Stage「戀愛禁止條例」公演        | 傲嬌女生      |                          |
| Team A 7th Stage「戀愛禁止條例」公演        | 心型病毒      | 島崎遙香與宮脇咲良的代演 |
| 木崎Team B時期                              |               |                          |
| 春風亭小朝「亚当是夏娃的肋骨」公演          | 心型病毒      | 名取稚菜的代演           |
| 春風亭小朝「亚当是夏娃的肋骨」公演          | 就是喜歡妳    | 木崎由里亞的代演         |
| 春風亭小朝「亚当是夏娃的肋骨」公演          | 黑色天使      | 阿部瑪利亞的代演         |
| 田原總一朗「怎麼辦？！怎麼做？！AKB48」公演 | 純愛的漸強音  | 宮崎美穗的代演           |
| 田原總一朗「怎麼辦？！怎麼做？！AKB48」公演 | Bye Bye Bye   | 石田晴香的代演           |
| 田中将大「我在这里的理由」公演              | 無望之淚      |                          |
| Team B 6th Stage「正在戀愛中」公演          | 7點12分的初戀 |                          |
| Team B 6th Stage「正在戀愛中」公演          | 春天到來之前  | 柏木由紀的代演           |
| Team B 6th Stage「正在戀愛中」公演          | 純愛的漸強音  | 岩佐美咲的代演           |
| AKB48「我的太陽」公演                       | 向日葵        | 与中村麻里子轮流出演     |
| Team A 7th Stage「獻給M.T.」公演            | 制服比基尼    | 山田菜菜美的代演         |

## 綜藝節目

### 播放中的節目
- 《AKB48 SHOW!》（2013年12月14日－，NHK）：不定期演出
- 《AKB48神TV》（家庭劇場（日语：ファミリー劇場））
  - Season16（2014年7月27日、8月31日）
  - Season17（2015年1月11日）
  - Season17番外篇（2015年1月25日、2月1日、2月22日）
  - Season18（2015年4月26日）
  - Season20（2016年1月3日）
  - Season21（2016年3月6日、3月13日、3月20日）
- 《AKB觀光大使（日语：AKB観光大使）》（2014年10月23日、2015年7月23日，富士電視ONE（日语：フジテレビONE））
- 《AKBINGO!》（2015年2月17日－，日本電視台）：不定期演出

### 過去演出過的節目
- 《有吉AKB共和國》（2014年3月17日－2014年8月18日，TBS電視台）：不定期演出
- 《AKB48的你、是誰？》（2014年3月20日－2016年6月30日，NOTTV）：不定期演出
- 《AKB48 旅少女（日语：AKB48 旅少女）》（2015年4月19日，日本電視台）